# Malcolm St. Clair
Malcolm St. Clair (* 17. Mai 1897 in Los Angeles, Kalifornien; † 1. Juni 1952 in Pasadena, Kalifornien) war ein US-amerikanischer Filmregisseur, Drehbuchautor und Schauspieler.

## Leben und Karriere
St. Clair zeichnete zunächst für eine Zeitung Cartoons und kam 1915 als Schauspieler und Gagschreiber bei Mack Sennett zum Film. Seit 1919 drehte er zahlreiche Kurzfilme, darunter etliche Werke mit dem Hundestar Rin Tin Tin und zwei Komödien von Buster Keaton (The Goat und The Blacksmith), die ihn im Filmgeschäft als Regisseur etablierten. Doch erst 1925 wurde er praktisch über Nacht berühmt mit dem Film Are Parents People?. Die intelligente Komödie machte aus ihm eine Zeit lang einen Rivalen von Ernst Lubitsch und Harry d’Abbadie d’Arrast in der Frage nach dem besten Komödienregisseur in Hollywood. Er festigte seinen Ruf auch dank Filmen wie The Grand Duchess and the Waiter mit Florence Vidor und Adolphe Menjou sowie Gentlemen Prefer Blondes nach dem bekannten Theaterstück von Anita Loos aus dem Jahr 1928. Gelegentlich inszenierte er auch außerhalb dieses Genres, etwa den Kriminalfilm The Canary Murder Case mit William Powell.
Bereits Ende der 1920er brach mit Beginn des Tonfilms seine Karriere ein, ohne dass es dafür einen klar erkennbaren Grund gab. Der Filmkritiker Andrew Sarris schrieb hierzu: „St. Clairs Stummfilme sprudelten, und seine Tonfilme verpufften“ (“St. Clair’s silent films fizzed, and his sound films fizzled”). Eine seiner letzten bedeutenden Inszenierungen war das Semi-Musical Montana Moon mit Joan Crawford aus dem Jahr 1930. Anschließend drehte St. Clair ausschließlich B-Filme, vor allem für 20th Century Fox. Aus seinem späteren Werk in den 1940ern sind heute vor allem noch vier Komödien mit Laurel und Hardy bekannt, die allerdings selbst bereits nach ihrem Weggang von Hal Roach den Zenit ihrer Karriere überschritten hatten. Seine letzte Regiearbeit war das Kriminaldrama Fighting Back aus dem Jahr 1948, auch da 20th Century Fox im selben Jahr die Produktion von B-Filmen beendete. Zudem machten sich bei St. Clair ab Ende der 1940er-Jahre gesundheitliche Probleme bemerkbar, die seine geplante Mitarbeit an der Buster Keaton Show im Fernsehen verhinderten.
Malcolm St. Clair starb 1952 im Alter von 55 Jahren nach langer Krankheit und hinterließ seine zweite Ehefrau Margaret, mit der er ab 1937 verheiratet war.

## Filmografie (Auswahl)
Als Regisseur
- 1919: Rip & Stitch: Tailors (Kurzfilm)
- 1921: Die Ziege (The Goat, Kurzfilm)
- 1922: Der Hufschmied (The Blacksmith, Kurzfilm)
- 1924: Rin Tin Tin rettet seinen Herrn (Find Your Man)
- 1924: Rin Tin Tins Heldentat (The Lighthouse by the Sea)
- 1925: Das Mädchen mit den 50.000 Dollar (On Thin Ice)
- 1925: Are Parents People?
- 1925: After Business Hours
- 1925: The Trouble with Wives
- 1925: Eine mondäne Frau (A Woman of the World)
- 1926: Die Großfürstin und ihr Kellner (The Grand Duchess and the Waiter)
- 1926: A Social Celebrity
- 1926: Die Königin der Riviera (Good and Naughty)
- 1926: The Show-Off
- 1926: The Popular Sin
- 1927: Knockout Reilly
- 1927: Breakfast at Sunrise
- 1928: Blondinen bevorzugt (Gentlemen Prefer Blondes)
- 1928: Sporting Goods
- 1928: Beau Broadway
- 1928: Das Mädel aus der Tanzbar (The Fleet’s In)
- 1929: Die Stimme aus dem Jenseits (The Canary Murder Case)
- 1929: Side Street
- 1929: Harold, der Drachentöter (Welcome Danger)
- 1929: Night Parade
- 1930: Montana Moon
- 1930: Dangerous Nan McGrew
- 1930: Remote Control
- 1930: The Boudoir Diplomat
- 1933: Olsen’s Big Moment
- 1933: Goldie Gets Along
- 1936: Crack-Up
- 1937: Time Out for Romance
- 1937: Born Reckless
- 1937: She Had to Eat
- 1937: Dangerously Yours
- 1938: A Trip to Paris
- 1938: Safety in Numbers
- 1938: Down on the Farm
- 1939: Everybody’s Baby
- 1939: The Jones Family in Hollywood
- 1939: Quick Millions
- 1939: Damals in Hollywood (Hollywood Calvacade)
- 1940: Young as You Feel
- 1940: Meet the Missus
- 1942: The Bashful Bachelor
- 1942: The Man in the Trunk
- 1942: Over My Dead Body
- 1943: Two Weeks to Live
- 1943: Die Wunderpille (Jitterbugs)
- 1943: Die Tanzmeister (The Dancing Masters)
- 1943: Swing Out the Blues
- 1944: Der große Knall (The Big Noise)
- 1945: Die Stierkämpfer (The Bullfighters)
- 1948: Arthur Takes Over
- 1948: Fighting Back

Als Drehbuchautor
- 1949: Wenn meine Frau das wüßte (Everybody Does It)